# 민경수 (1981년)
민경수(閔庚樹, 1981년 5월 19일 ~ )은 KBO 리그 전 SK 와이번스의 투수이다. 2011년 11월 25일 서승화, 지승환과 함께 LG 트윈스로부터 방출당한다. 이후 최익성이 운영하는 저니맨 야구 육성 사관학교를 거치고 SK 와이번스에 이적했으나 다시 방출된다.

## 출신학교
- 서울내발산초등학교
- 신월중학교
- 충암고등학교
- 경성대학교